# پطروس پطروسیان (وزنه‌بردار)
پطروس پطروسیان (ارمنی: Պետրոս Պետրոսյան؛ زادهٔ ۲۸ نوامبر ۲۰۰۲) وزنه‌بردار مرد اهل ارمنستان است که در مجموع در مسابقات قهرمانی وزنه‌برداری نوجوانان اروپا برندهٔ ۱ مدال برنز و در مسابقات قهرمانی وزنه‌برداری جوانان جهان در برنده ۱ مدال نقره شده است.
در مسابقات قهرمانی وزنه‌برداری اروپا ۲۰۲۳ در ایروان موفق به کسب ۱ مدال برنز شد.

## نتایج مهم
| سال                                    | مکان                            | وزن                             | یک‌ضرب (ک‌گ)                      | یک‌ضرب (ک‌گ)                      | یک‌ضرب (ک‌گ)                      | یک‌ضرب (ک‌گ)                      | یک‌ضرب (ک‌گ)                      | دوضرب (ک‌گ)                      | دوضرب (ک‌گ)                      | دوضرب (ک‌گ)                      | دوضرب (ک‌گ)                      | دوضرب (ک‌گ)                      | مجموع                           | رتبه                            |
| سال                                    | مکان                            | وزن                             | ۱                               | ۲                               | ۳                               | نتیجه                           | رتبه                            | ۱                               | ۲                               | ۳                               | نتیجه                           | رتبه                            | مجموع                           | رتبه                            |
| مسابقات قهرمانی وزنه‌برداری جهان        | مسابقات قهرمانی وزنه‌برداری جهان | مسابقات قهرمانی وزنه‌برداری جهان | مسابقات قهرمانی وزنه‌برداری جهان | مسابقات قهرمانی وزنه‌برداری جهان | مسابقات قهرمانی وزنه‌برداری جهان | مسابقات قهرمانی وزنه‌برداری جهان | مسابقات قهرمانی وزنه‌برداری جهان | مسابقات قهرمانی وزنه‌برداری جهان | مسابقات قهرمانی وزنه‌برداری جهان | مسابقات قهرمانی وزنه‌برداری جهان | مسابقات قهرمانی وزنه‌برداری جهان | مسابقات قهرمانی وزنه‌برداری جهان | مسابقات قهرمانی وزنه‌برداری جهان | مسابقات قهرمانی وزنه‌برداری جهان |
| -------------------------------------- | ------------------------------- | ------------------------------- | ------------------------------- | ------------------------------- | ------------------------------- | ------------------------------- | ------------------------------- | ------------------------------- | ------------------------------- | ------------------------------- | ------------------------------- | ------------------------------- | ------------------------------- | ------------------------------- |
| ۲۰۲۴                                   | منامه، بحرین                    | ۱۰۹ ک‌گ                          | ۱۵۵                             | ۱۶۲                             | ۱۶۲                             | ۱۵۵                             | ۲۲                              | ۲۰۵                             | ۲۰۵                             | ۲۰۵                             | ۲۰۵                             | ۱۲                              | ۳۶۰                             | ۱۸                              |
| مسابقات قهرمانی وزنه‌برداری اروپا       |                                 |                                 |                                 |                                 |                                 |                                 |                                 |                                 |                                 |                                 |                                 |                                 |                                 |                                 |
| ۲۰۲۳                                   | ایروان، ارمنستان                | ۱۰۹ ک‌گ                          |                                 |                                 |                                 |                                 |                                 |                                 |                                 |                                 |                                 |                                 |                                 | 3                               |
| مسابقات قهرمانی وزنه‌برداری جوانان جهان |                                 |                                 |                                 |                                 |                                 |                                 |                                 |                                 |                                 |                                 |                                 |                                 |                                 |                                 |
| ۲۰۲۲                                   | هراکلیون، یونان                 | ۱۰۲ ک‌گ                          | ۱۵۵                             | ۱۶۰                             | ۱۶۱                             | ۱۶۱                             | ۴                               | ۱۹۵                             | ۲۰۲                             | ۲۱۲                             | ۲۰۲                             | ۲                               | ۳۶۳                             | 2                               |
| ۲۰۲۱                                   | تاشکند، ازبکستان                | ۱۰۲ ک‌گ                          | ۱۴۵                             | ۱۵۰                             | ۱۵۰                             | ۱۵۰                             | ۸                               | ۱۹۵                             | ۱۹۵                             | ۱۹۵                             | -                               | -                               | '                               |                                 |
| قهرمانی نوجوانان اروپا                 |                                 |                                 |                                 |                                 |                                 |                                 |                                 |                                 |                                 |                                 |                                 |                                 |                                 |                                 |
| ۲۰۱۹َU-17                               | ایلات، اسرائیل                  | ۱۰۲ ک‌گ                          | ۱۳۰                             | ۱۳۶                             | ۱۴۰                             | ۱۳۶                             | ۴                               | ۱۷۰                             | ۱۷۵                             | ۱۷۵                             | ۱۷۵                             | ۳                               | ۳۱۱                             | [ ۱ ]                           |